# Herbert Marinkovits
Hebert Marinkovits (* 14. Januar 1958 in Wimpassing, Niederösterreich) ist ein österreichischer Komponist und Klaviermusiker.

## Leben und Wirken
Marinkovits absolvierte die Matura im Jahr 1976 am Gymnasium in Neunkirchen. Danach studierte er Japanologie, Anglistik und Musikwissenschaft an der Universität Wien. Außerdem absolvierte Marinkovits ein Studium der Instrumental(Gesangs)Pädagogik am Landeskonservatorium Eisenstadt für die Instrumente Klavier und Fagott. Dieses schloss er 1985 mit Auszeichnung ab. Auch ein Schulmusikstudium schloss er 1995 an der Kunstuniversität Graz mit Auszeichnung ab und trägt seitdem den Titel Magister der Künste.
Heute ist Marinkovits Lehrer für Musikerziehung an dem Bundesoberstufenrealgymnasium Kindberg, wo er unter anderem mit Ernst Grieshofer zusammenarbeitet, und dem Bundesrealgymnasium Mürzzuschlag. Zusätzlich dazu ist er Lehrer für Klavier, Fagott und Keyboard an der Johannes Brahms Musikschule in Mürzzuschlag.
In Österreich gilt Marinkovits als einer der meistgespielten Komponisten von symphonischer Blasmusik. Er ist zudem bereits Preisträger bei mehreren Komponistenwettbewerben. Auch international wurden seine Werke bereits in Deutschland, Italien, Slowenien, Schweiz, den USA und Japan aufgeführt.

## Werke für Blasorchester (Auswahl)
- 2006 The Dream of Freedom
- 2009 Shades of Syrinx für Querflöte und Blasorchester
- 2010 Alpine Reflections
- 2011 Pandora Avenue, L.A.
- 2011 Paradies der Blicke
- Cinemascope
- Stonehenge

## Auszeichnungen
- 2002: 2. Platz beim Preis des Österreichischen Blasmusikverbandes (ÖBV)
- 2003 & 2004: 1. Preis des ÖBV
- 2004: 1. Preis beim Kompositionswettbewerb „Jahr des Wassers“ in Tirol
- 2006: 3. Preis beim Kompositionswettbewerb Gmünd